# Charles-Élie de Ferrières
Pour les articles homonymes, voir Ferrières.
Charles-Élie de Ferrières, né à Poitiers en janvier 1741 et mort le 30 juillet 1804, est un homme politique et homme de lettres français.

## Biographie
Charles-Élie de Ferrières est député de la noblesse de la sénéchaussée de Saumur aux États généraux et conseiller général de la Vienne.

### Publications
- Le Théisme, ou Introduction générale à l'étude de la religion (1785)
- La Femme et les vœux (2 volumes, 1788)
- Saint-Flour et Justine, ou Histoire d'une jeune française du XVIIIe siècle (4 volumes, 1791)
- Mémoires pour servir à l'histoire de l'Assemblée constituante et de la révolution de 1789 (3 volumes, 1798)
- De l'État des lettres dans le Poitou, depuis l'an 300 de l'ère chrétienne jusqu'à l'année 1789. Lu au lycée des sciences et des arts établi à Poitiers (1799)
- Mémoires du marquis de Ferrières, avec une notice sur sa vie, des notes et des éclaircissemens historiques trois tomes (1821-1822).